# Tour de Romandie 2023
Le Tour de Romandie 2023 est la 76e édition de cette course cycliste sur route masculine. La compétition a lieu du 25 avril au 30 avril 2023 en Suisse, entre Port-Valais et Genève. 
Cette course est reprise dans l'UCI World Tour 2023, le calendrier le plus important du cyclisme sur route.

## Présentation

### Parcours
Le parcours consiste en un prologue, quatre étapes en ligne et un contre-la-montre individuel, sur une distance totale de 702,5 km. La quatrième étape est l’étape reine avec une arrivée au sommet à Thyon 2000, à une altitude de 2 090 m, après une ascension de 21,5 km avec une pente moyenne de 7,3 %.

### Équipes
Le Tour de Romandie étant une manche du World Tour, les dix-huit WorldTeams participent à la course. 
| WorldTeams (18)- AG2R Citroën Team - Alpecin-Deceuninck - Astana Qazaqstan Team - Bahrain Victorious - Bora-Hansgrohe - Cofidis - EF Education-EasyPost - Groupama-FDJ - Ineos Grenadiers - Intermarché-Circus-Wanty - Jumbo-Visma - Movistar Team - Soudal Quick-Step - Arkéa-Samsic - Team DSM - Team Jayco AlUla - Trek-Segafredo - UAE Team Emirates ProTeams (3)- Israel-Premier Tech - Lotto Dstny - Tudor Pro Cycling Team Équipe nationale- Suisse |
| |

## Étapes
| Étape     | Date    | Villes étapes                           | type                        | Distance (km) | Dénivelé (m) | Vainqueur d'étape | Leader du classement général |
| --------- | ------- | --------------------------------------- | --------------------------- | ------------- | ------------ | ----------------- | ---------------------------- |
| Prologue  | 25 avr. | Port-Valais – Port-Valais               | prologue                    | 6,82          | 10 m         | Josef Černý       | Josef Černý                  |
| 1re étape | 26 avr. | Crissier – vallée de Joux               | étape vallonnée             | 170,9         | 2 323 m      | Ethan Vernon      | Ethan Vernon                 |
| 2e étape  | 27 avr. | Morteau – La Chaux-de-Fonds             | étape vallonnée             | 162,7         | 2 653 m      | Ethan Hayter      | Ethan Hayter                 |
| 3e étape  | 28 avr. | Châtel-Saint-Denis – Châtel-Saint-Denis | contre-la-montre individuel | 18,75         | 377 m        | Juan Ayuso        | Juan Ayuso                   |
| 4e étape  | 29 avr. | Sion – Thyon                            | étape de montagne           | 161,6         | 4 308 m      | Adam Yates        | Adam Yates                   |
| 5e étape  | 30 avr. | Vufflens-la-Ville – Genève              | étape vallonnée             | 170,8         | 2 287 m      | Fernando Gaviria  | Adam Yates                   |

## Déroulement de la course

### Prologue
| \| Classement de l'étape \| Classement de l'étape \| Classement de l'étape \| Classement de l'étape \| Classement de l'étape \| \| Coureur \| Coureur \| Pays \| Équipe \| Temps \| \| --------------------- \| --------------------- \| --------------------- \| ---------------------- \| --------------------- \| \| 1er \| Josef Černý \| Tchéquie \| Soudal Quick-Step \| 7 min 25 s \| \| 2e \| Tobias Foss \| Norvège \| Jumbo-Visma \| + 1 s \| \| 3e \| Rémi Cavagna \| France \| Soudal Quick-Step \| + 1 s \| \| 4e \| Nico Denz \| Allemagne \| Bora-Hansgrohe \| + 4 s \| \| 5e \| Joël Suter \| Suisse \| Tudor Pro Cycling Team \| + 5 s \| \| 6e \| Ethan Hayter \| Royaume-Uni \| Ineos Grenadiers \| + 5 s \| \| 7e \| Mikkel Bjerg \| Danemark \| UAE Team Emirates \| + 9 s \| \| 8e \| Matteo Sobrero \| Italie \| Team Jayco AlUla \| + 9 s \| \| 9e \| Ivo Oliveira \| Portugal \| UAE Team Emirates \| + 9 s \| \| 10e \| Ethan Vernon \| Royaume-Uni \| Soudal Quick-Step \| + 10 s \| |                |             |                        |            |
| |                |             |                        |            |
| Source : ProCyclingStats |                |             |                        |            |
| Classement de l'étape |                |             |                        |            |
| Coureur | Coureur        | Pays        | Équipe                 | Temps      |
| 1er | Josef Černý    | Tchéquie    | Soudal Quick-Step      | 7 min 25 s |
| 2e | Tobias Foss    | Norvège     | Jumbo-Visma            | + 1 s      |
| 3e | Rémi Cavagna   | France      | Soudal Quick-Step      | + 1 s      |
| 4e | Nico Denz      | Allemagne   | Bora-Hansgrohe         | + 4 s      |
| 5e | Joël Suter     | Suisse      | Tudor Pro Cycling Team | + 5 s      |
| 6e | Ethan Hayter   | Royaume-Uni | Ineos Grenadiers       | + 5 s      |
| 7e | Mikkel Bjerg   | Danemark    | UAE Team Emirates      | + 9 s      |
| 8e | Matteo Sobrero | Italie      | Team Jayco AlUla       | + 9 s      |
| 9e | Ivo Oliveira   | Portugal    | UAE Team Emirates      | + 9 s      |
| 10e | Ethan Vernon   | Royaume-Uni | Soudal Quick-Step      | + 10 s     |

| \| Classement général \| Classement général \| Classement général \| Classement général \| Classement général \| \| Coureur \| Coureur \| Pays \| Équipe \| Temps \| \| ------------------ \| ------------------ \| ------------------ \| ---------------------- \| ------------------ \| \| 1er \| Josef Černý \| Tchéquie \| Soudal Quick-Step \| 7 min 25 s \| \| 2e \| Tobias Foss \| Norvège \| Jumbo-Visma \| + 1 s \| \| 3e \| Rémi Cavagna \| France \| Soudal Quick-Step \| + 1 s \| \| 4e \| Nico Denz \| Allemagne \| Bora-Hansgrohe \| + 4 s \| \| 5e \| Joël Suter \| Suisse \| Tudor Pro Cycling Team \| + 5 s \| \| 6e \| Ethan Hayter \| Royaume-Uni \| Ineos Grenadiers \| + 5 s \| \| 7e \| Mikkel Bjerg \| Danemark \| UAE Team Emirates \| + 9 s \| \| 8e \| Matteo Sobrero \| Italie \| Team Jayco AlUla \| + 9 s \| \| 9e \| Ivo Oliveira \| Portugal \| UAE Team Emirates \| + 9 s \| \| 10e \| Ethan Vernon \| Royaume-Uni \| Soudal Quick-Step \| + 10 s \| |                |             |                        |            |
| |                |             |                        |            |
| Source : ProCyclingStats |                |             |                        |            |
| Classement général |                |             |                        |            |
| Coureur | Coureur        | Pays        | Équipe                 | Temps      |
| 1er | Josef Černý    | Tchéquie    | Soudal Quick-Step      | 7 min 25 s |
| 2e | Tobias Foss    | Norvège     | Jumbo-Visma            | + 1 s      |
| 3e | Rémi Cavagna   | France      | Soudal Quick-Step      | + 1 s      |
| 4e | Nico Denz      | Allemagne   | Bora-Hansgrohe         | + 4 s      |
| 5e | Joël Suter     | Suisse      | Tudor Pro Cycling Team | + 5 s      |
| 6e | Ethan Hayter   | Royaume-Uni | Ineos Grenadiers       | + 5 s      |
| 7e | Mikkel Bjerg   | Danemark    | UAE Team Emirates      | + 9 s      |
| 8e | Matteo Sobrero | Italie      | Team Jayco AlUla       | + 9 s      |
| 9e | Ivo Oliveira   | Portugal    | UAE Team Emirates      | + 9 s      |
| 10e | Ethan Vernon   | Royaume-Uni | Soudal Quick-Step      | + 10 s     |

### 1reétape
| \| Classement de l'étape \| Classement de l'étape \| Classement de l'étape \| Classement de l'étape \| Classement de l'étape \| \| Coureur \| Coureur \| Pays \| Équipe \| Temps \| \| --------------------- \| --------------------- \| --------------------- \| ------------------------ \| --------------------- \| \| 1er \| Ethan Vernon \| Royaume-Uni \| Soudal Quick-Step \| 4 h 05 min 34 s \| \| 2e \| Thibau Nys \| Belgique \| Trek-Segafredo \| + 0 s \| \| 3e \| Milan Menten \| Belgique \| Lotto Dstny \| + 0 s \| \| 4e \| Romain Bardet \| France \| Team DSM \| + 0 s \| \| 5e \| Jacopo Mosca \| Italie \| Trek-Segafredo \| + 0 s \| \| 6e \| Nick Schultz \| Australie \| Israel-Premier Tech \| + 0 s \| \| 7e \| Lilian Calmejane \| France \| Intermarché-Circus-Wanty \| + 0 s \| \| 8e \| Clément Venturini \| France \| AG2R Citroën Team \| + 0 s \| \| 9e \| Ivo Oliveira \| Portugal \| UAE Team Emirates \| + 0 s \| \| 10e \| Quinten Hermans \| Belgique \| Alpecin-Deceuninck \| + 0 s \| |                   |             |                          |                 |
| |                   |             |                          |                 |
| Source : ProCyclingStats |                   |             |                          |                 |
| Classement de l'étape |                   |             |                          |                 |
| Coureur | Coureur           | Pays        | Équipe                   | Temps           |
| 1er | Ethan Vernon      | Royaume-Uni | Soudal Quick-Step        | 4 h 05 min 34 s |
| 2e | Thibau Nys        | Belgique    | Trek-Segafredo           | + 0 s           |
| 3e | Milan Menten      | Belgique    | Lotto Dstny              | + 0 s           |
| 4e | Romain Bardet     | France      | Team DSM                 | + 0 s           |
| 5e | Jacopo Mosca      | Italie      | Trek-Segafredo           | + 0 s           |
| 6e | Nick Schultz      | Australie   | Israel-Premier Tech      | + 0 s           |
| 7e | Lilian Calmejane  | France      | Intermarché-Circus-Wanty | + 0 s           |
| 8e | Clément Venturini | France      | AG2R Citroën Team        | + 0 s           |
| 9e | Ivo Oliveira      | Portugal    | UAE Team Emirates        | + 0 s           |
| 10e | Quinten Hermans   | Belgique    | Alpecin-Deceuninck       | + 0 s           |

| \| Classement général \| Classement général \| Classement général \| Classement général \| Classement général \| \| Coureur \| Coureur \| Pays \| Équipe \| Temps \| \| ------------------ \| ------------------ \| ------------------ \| ---------------------- \| ------------------ \| \| 1er \| Ethan Vernon \| Royaume-Uni \| Soudal Quick-Step \| 4 h 12 min 59 s \| \| 2e \| Josef Černý \| Tchéquie \| Soudal Quick-Step \| + 0 s \| \| 3e \| Tobias Foss \| Norvège \| Jumbo-Visma \| + 1 s \| \| 4e \| Rémi Cavagna \| France \| Soudal Quick-Step \| + 1 s \| \| 5e \| Nico Denz \| Allemagne \| Bora-Hansgrohe \| + 4 s \| \| 6e \| Joël Suter \| Suisse \| Tudor Pro Cycling Team \| + 5 s \| \| 7e \| Ethan Hayter \| Royaume-Uni \| Ineos Grenadiers \| + 5 s \| \| 8e \| Mikkel Bjerg \| Danemark \| UAE Team Emirates \| + 9 s \| \| 9e \| Matteo Sobrero \| Italie \| Team Jayco AlUla \| + 9 s \| \| 10e \| Ivo Oliveira \| Portugal \| UAE Team Emirates \| + 9 s \| |                |             |                        |                 |
| |                |             |                        |                 |
| Source : ProCyclingStats |                |             |                        |                 |
| Classement général |                |             |                        |                 |
| Coureur | Coureur        | Pays        | Équipe                 | Temps           |
| 1er | Ethan Vernon   | Royaume-Uni | Soudal Quick-Step      | 4 h 12 min 59 s |
| 2e | Josef Černý    | Tchéquie    | Soudal Quick-Step      | + 0 s           |
| 3e | Tobias Foss    | Norvège     | Jumbo-Visma            | + 1 s           |
| 4e | Rémi Cavagna   | France      | Soudal Quick-Step      | + 1 s           |
| 5e | Nico Denz      | Allemagne   | Bora-Hansgrohe         | + 4 s           |
| 6e | Joël Suter     | Suisse      | Tudor Pro Cycling Team | + 5 s           |
| 7e | Ethan Hayter   | Royaume-Uni | Ineos Grenadiers       | + 5 s           |
| 8e | Mikkel Bjerg   | Danemark    | UAE Team Emirates      | + 9 s           |
| 9e | Matteo Sobrero | Italie      | Team Jayco AlUla       | + 9 s           |
| 10e | Ivo Oliveira   | Portugal    | UAE Team Emirates      | + 9 s           |

### 2eétape
| \| Classement de l'étape \| Classement de l'étape \| Classement de l'étape \| Classement de l'étape \| Classement de l'étape \| \| Coureur \| Coureur \| Pays \| Équipe \| Temps \| \| --------------------- \| --------------------- \| --------------------- \| ------------------------ \| --------------------- \| \| 1er \| Ethan Hayter \| Royaume-Uni \| Ineos Grenadiers \| 3 h 55 min 20 s \| \| 2e \| Juan Ayuso \| Espagne \| UAE Team Emirates \| + 0 s \| \| 3e \| Romain Bardet \| France \| Team DSM \| + 0 s \| \| 4e \| Matteo Sobrero \| Italie \| Team Jayco AlUla \| + 0 s \| \| 5e \| Oscar Onley \| Royaume-Uni \| Team DSM \| + 0 s \| \| 6e \| Harry Sweeny \| Australie \| Lotto Dstny \| + 0 s \| \| 7e \| Kobe Goossens \| Belgique \| Intermarché-Circus-Wanty \| + 0 s \| \| 8e \| Magnus Cort Nielsen \| Danemark \| EF Education-EasyPost \| + 0 s \| \| 9e \| Finn Fisher-Black \| Nouvelle-Zélande \| UAE Team Emirates \| + 0 s \| \| 10e \| Nick Schultz \| Australie \| Israel-Premier Tech \| + 0 s \| |                     |                  |                          |                 |
| |                     |                  |                          |                 |
| Source : ProCyclingStats |                     |                  |                          |                 |
| Classement de l'étape |                     |                  |                          |                 |
| Coureur | Coureur             | Pays             | Équipe                   | Temps           |
| 1er | Ethan Hayter        | Royaume-Uni      | Ineos Grenadiers         | 3 h 55 min 20 s |
| 2e | Juan Ayuso          | Espagne          | UAE Team Emirates        | + 0 s           |
| 3e | Romain Bardet       | France           | Team DSM                 | + 0 s           |
| 4e | Matteo Sobrero      | Italie           | Team Jayco AlUla         | + 0 s           |
| 5e | Oscar Onley         | Royaume-Uni      | Team DSM                 | + 0 s           |
| 6e | Harry Sweeny        | Australie        | Lotto Dstny              | + 0 s           |
| 7e | Kobe Goossens       | Belgique         | Intermarché-Circus-Wanty | + 0 s           |
| 8e | Magnus Cort Nielsen | Danemark         | EF Education-EasyPost    | + 0 s           |
| 9e | Finn Fisher-Black   | Nouvelle-Zélande | UAE Team Emirates        | + 0 s           |
| 10e | Nick Schultz        | Australie        | Israel-Premier Tech      | + 0 s           |

| \| Classement général \| Classement général \| Classement général \| Classement général \| Classement général \| \| Coureur \| Coureur \| Pays \| Équipe \| Temps \| \| ------------------ \| -------------------- \| ------------------ \| ------------------ \| ------------------ \| \| 1er \| Ethan Hayter \| Royaume-Uni \| Ineos Grenadiers \| 8 h 08 min 14 s \| \| 2e \| Tobias Foss \| Norvège \| Jumbo-Visma \| + 6 s \| \| 3e \| Rémi Cavagna \| France \| Soudal Quick-Step \| + 6 s \| \| 4e \| Juan Ayuso \| Espagne \| UAE Team Emirates \| + 11 s \| \| 5e \| Matteo Sobrero \| Italie \| Team Jayco AlUla \| + 14 s \| \| 6e \| Nélson Oliveira \| Portugal \| Movistar Team \| + 15 s \| \| 7e \| Romain Bardet \| France \| Team DSM \| + 17 s \| \| 8e \| Jonathan Castroviejo \| Espagne \| Ineos Grenadiers \| + 17 s \| \| 9e \| Finn Fisher-Black \| Nouvelle-Zélande \| UAE Team Emirates \| + 17 s \| \| 10e \| Rainer Kepplinger \| Autriche \| Bahrain Victorious \| + 18 s \| |                      |                  |                    |                 |
| |                      |                  |                    |                 |
| Source : ProCyclingStats |                      |                  |                    |                 |
| Classement général |                      |                  |                    |                 |
| Coureur | Coureur              | Pays             | Équipe             | Temps           |
| 1er | Ethan Hayter         | Royaume-Uni      | Ineos Grenadiers   | 8 h 08 min 14 s |
| 2e | Tobias Foss          | Norvège          | Jumbo-Visma        | + 6 s           |
| 3e | Rémi Cavagna         | France           | Soudal Quick-Step  | + 6 s           |
| 4e | Juan Ayuso           | Espagne          | UAE Team Emirates  | + 11 s          |
| 5e | Matteo Sobrero       | Italie           | Team Jayco AlUla   | + 14 s          |
| 6e | Nélson Oliveira      | Portugal         | Movistar Team      | + 15 s          |
| 7e | Romain Bardet        | France           | Team DSM           | + 17 s          |
| 8e | Jonathan Castroviejo | Espagne          | Ineos Grenadiers   | + 17 s          |
| 9e | Finn Fisher-Black    | Nouvelle-Zélande | UAE Team Emirates  | + 17 s          |
| 10e | Rainer Kepplinger    | Autriche         | Bahrain Victorious | + 18 s          |

### 3eétape
| \| Classement de l'étape \| Classement de l'étape \| Classement de l'étape \| Classement de l'étape \| Classement de l'étape \| \| Coureur \| Coureur \| Pays \| Équipe \| Temps \| \| --------------------- \| --------------------- \| --------------------- \| --------------------- \| --------------------- \| \| 1er \| Juan Ayuso \| Espagne \| UAE Team Emirates \| 25 min 15 s \| \| 2e \| Matteo Jorgenson \| États-Unis \| Movistar Team \| + 5 s \| \| 3e \| Adam Yates \| Royaume-Uni \| UAE Team Emirates \| + 17 s \| \| 4e \| Nélson Oliveira \| Portugal \| Movistar Team \| + 18 s \| \| 5e \| William Barta \| États-Unis \| Movistar Team \| + 19 s \| \| 6e \| Damiano Caruso \| Italie \| Bahrain Victorious \| + 20 s \| \| 7e \| Mikkel Bjerg \| Danemark \| UAE Team Emirates \| + 24 s \| \| 8e \| Tobias Foss \| Norvège \| Jumbo-Visma \| + 24 s \| \| 9e \| Gino Mäder \| Suisse \| Bahrain Victorious \| + 25 s \| \| 10e \| Max Poole \| Royaume-Uni \| Team DSM \| + 27 s \| |                  |             |                    |             |
| |                  |             |                    |             |
| Source : ProCyclingStats |                  |             |                    |             |
| Classement de l'étape |                  |             |                    |             |
| Coureur | Coureur          | Pays        | Équipe             | Temps       |
| 1er | Juan Ayuso       | Espagne     | UAE Team Emirates  | 25 min 15 s |
| 2e | Matteo Jorgenson | États-Unis  | Movistar Team      | + 5 s       |
| 3e | Adam Yates       | Royaume-Uni | UAE Team Emirates  | + 17 s      |
| 4e | Nélson Oliveira  | Portugal    | Movistar Team      | + 18 s      |
| 5e | William Barta    | États-Unis  | Movistar Team      | + 19 s      |
| 6e | Damiano Caruso   | Italie      | Bahrain Victorious | + 20 s      |
| 7e | Mikkel Bjerg     | Danemark    | UAE Team Emirates  | + 24 s      |
| 8e | Tobias Foss      | Norvège     | Jumbo-Visma        | + 24 s      |
| 9e | Gino Mäder       | Suisse      | Bahrain Victorious | + 25 s      |
| 10e | Max Poole        | Royaume-Uni | Team DSM           | + 27 s      |

| \| Classement général \| Classement général \| Classement général \| Classement général \| Classement général \| \| Coureur \| Coureur \| Pays \| Équipe \| Temps \| \| ------------------ \| -------------------- \| ------------------ \| ------------------ \| ------------------ \| \| 1er \| Juan Ayuso \| Espagne \| UAE Team Emirates \| 8 h 33 min 40 s \| \| 2e \| Matteo Jorgenson \| États-Unis \| Movistar Team \| + 18 s \| \| 3e \| Tobias Foss \| Norvège \| Jumbo-Visma \| + 19 s \| \| 4e \| Nélson Oliveira \| Portugal \| Movistar Team \| + 22 s \| \| 5e \| Adam Yates \| Royaume-Uni \| UAE Team Emirates \| + 30 s \| \| 6e \| Damiano Caruso \| Italie \| Bahrain Victorious \| + 32 s \| \| 7e \| Finn Fisher-Black \| Nouvelle-Zélande \| UAE Team Emirates \| + 34 s \| \| 8e \| Jonathan Castroviejo \| Espagne \| Ineos Grenadiers \| + 36 s \| \| 9e \| Max Poole \| Royaume-Uni \| Team DSM \| + 37 s \| \| 10e \| Ethan Hayter \| Royaume-Uni \| Ineos Grenadiers \| + 38 s \| |                      |                  |                    |                 |
| |                      |                  |                    |                 |
| Source : ProCyclingStats |                      |                  |                    |                 |
| Classement général |                      |                  |                    |                 |
| Coureur | Coureur              | Pays             | Équipe             | Temps           |
| 1er | Juan Ayuso           | Espagne          | UAE Team Emirates  | 8 h 33 min 40 s |
| 2e | Matteo Jorgenson     | États-Unis       | Movistar Team      | + 18 s          |
| 3e | Tobias Foss          | Norvège          | Jumbo-Visma        | + 19 s          |
| 4e | Nélson Oliveira      | Portugal         | Movistar Team      | + 22 s          |
| 5e | Adam Yates           | Royaume-Uni      | UAE Team Emirates  | + 30 s          |
| 6e | Damiano Caruso       | Italie           | Bahrain Victorious | + 32 s          |
| 7e | Finn Fisher-Black    | Nouvelle-Zélande | UAE Team Emirates  | + 34 s          |
| 8e | Jonathan Castroviejo | Espagne          | Ineos Grenadiers   | + 36 s          |
| 9e | Max Poole            | Royaume-Uni      | Team DSM           | + 37 s          |
| 10e | Ethan Hayter         | Royaume-Uni      | Ineos Grenadiers   | + 38 s          |

### 4eétape
| \| Classement de l'étape \| Classement de l'étape \| Classement de l'étape \| Classement de l'étape \| Classement de l'étape \| \| Coureur \| Coureur \| Pays \| Équipe \| Temps \| \| --------------------- \| --------------------- \| --------------------- \| --------------------- \| --------------------- \| \| 1er \| Adam Yates \| Royaume-Uni \| UAE Team Emirates \| 4 h 40 min 41 s \| \| 2e \| Thibaut Pinot \| France \| Groupama-FDJ \| + 7 s \| \| 3e \| Damiano Caruso \| Italie \| Bahrain Victorious \| + 19 s \| \| 4e \| Max Poole \| Royaume-Uni \| Team DSM \| + 21 s \| \| 5e \| Matteo Jorgenson \| États-Unis \| Movistar Team \| + 21 s \| \| 6e \| Cian Uijtdebroeks \| Belgique \| Bora-Hansgrohe \| + 23 s \| \| 7e \| Romain Bardet \| France \| Team DSM \| + 45 s \| \| 8e \| Egan Bernal \| Colombie \| Ineos Grenadiers \| + 54 s \| \| 9e \| Eddie Dunbar \| Irlande \| Team Jayco AlUla \| + 54 s \| \| 10e \| Thomas Gloag \| Royaume-Uni \| Jumbo-Visma \| + 54 s \| |                   |             |                    |                 |
| |                   |             |                    |                 |
| Source : ProCyclingStats |                   |             |                    |                 |
| Classement de l'étape |                   |             |                    |                 |
| Coureur | Coureur           | Pays        | Équipe             | Temps           |
| 1er | Adam Yates        | Royaume-Uni | UAE Team Emirates  | 4 h 40 min 41 s |
| 2e | Thibaut Pinot     | France      | Groupama-FDJ       | + 7 s           |
| 3e | Damiano Caruso    | Italie      | Bahrain Victorious | + 19 s          |
| 4e | Max Poole         | Royaume-Uni | Team DSM           | + 21 s          |
| 5e | Matteo Jorgenson  | États-Unis  | Movistar Team      | + 21 s          |
| 6e | Cian Uijtdebroeks | Belgique    | Bora-Hansgrohe     | + 23 s          |
| 7e | Romain Bardet     | France      | Team DSM           | + 45 s          |
| 8e | Egan Bernal       | Colombie    | Ineos Grenadiers   | + 54 s          |
| 9e | Eddie Dunbar      | Irlande     | Team Jayco AlUla   | + 54 s          |
| 10e | Thomas Gloag      | Royaume-Uni | Jumbo-Visma        | + 54 s          |

| \| Classement général \| Classement général \| Classement général \| Classement général \| Classement général \| \| Coureur \| Coureur \| Pays \| Équipe \| Temps \| \| ------------------ \| ------------------ \| ------------------ \| ------------------ \| ------------------ \| \| 1er \| Adam Yates \| Royaume-Uni \| UAE Team Emirates \| 13 h 14 min 41 s \| \| 2e \| Matteo Jorgenson \| États-Unis \| Movistar Team \| + 19 s \| \| 3e \| Damiano Caruso \| Italie \| Bahrain Victorious \| + 27 s \| \| 4e \| Max Poole \| Royaume-Uni \| Team DSM \| + 38 s \| \| 5e \| Thibaut Pinot \| France \| Groupama-FDJ \| + 41 s \| \| 6e \| Cian Uijtdebroeks \| Belgique \| Bora-Hansgrohe \| + 1 min 21 s \| \| 7e \| Romain Bardet \| France \| Team DSM \| + 1 min 28 s \| \| 8e \| Egan Bernal \| Colombie \| Ineos Grenadiers \| + 1 min 53 s \| \| 9e \| Eddie Dunbar \| Irlande \| Team Jayco AlUla \| + 1 min 53 s \| \| 10e \| Rafał Majka \| Pologne \| UAE Team Emirates \| + 2 min 07 s \| |                   |             |                    |                  |
| |                   |             |                    |                  |
| Source : ProCyclingStats |                   |             |                    |                  |
| Classement général |                   |             |                    |                  |
| Coureur | Coureur           | Pays        | Équipe             | Temps            |
| 1er | Adam Yates        | Royaume-Uni | UAE Team Emirates  | 13 h 14 min 41 s |
| 2e | Matteo Jorgenson  | États-Unis  | Movistar Team      | + 19 s           |
| 3e | Damiano Caruso    | Italie      | Bahrain Victorious | + 27 s           |
| 4e | Max Poole         | Royaume-Uni | Team DSM           | + 38 s           |
| 5e | Thibaut Pinot     | France      | Groupama-FDJ       | + 41 s           |
| 6e | Cian Uijtdebroeks | Belgique    | Bora-Hansgrohe     | + 1 min 21 s     |
| 7e | Romain Bardet     | France      | Team DSM           | + 1 min 28 s     |
| 8e | Egan Bernal       | Colombie    | Ineos Grenadiers   | + 1 min 53 s     |
| 9e | Eddie Dunbar      | Irlande     | Team Jayco AlUla   | + 1 min 53 s     |
| 10e | Rafał Majka       | Pologne     | UAE Team Emirates  | + 2 min 07 s     |

### 5eétape
| \| Classement de l'étape \| Classement de l'étape \| Classement de l'étape \| Classement de l'étape \| Classement de l'étape \| \| Coureur \| Coureur \| Pays \| Équipe \| Temps \| \| --------------------- \| --------------------- \| --------------------- \| ------------------------ \| --------------------- \| \| 1er \| Fernando Gaviria \| Colombie \| Movistar Team \| 3 h 58 min 01 s \| \| 2e \| Nikias Arndt \| Allemagne \| Bahrain Victorious \| + 0 s \| \| 3e \| Ethan Hayter \| Royaume-Uni \| Ineos Grenadiers \| + 0 s \| \| 4e \| Milan Menten \| Belgique \| Lotto Dstny \| + 0 s \| \| 5e \| Gianmarco Garofoli \| Italie \| Astana Qazaqstan Team \| + 0 s \| \| 6e \| Luca Mozzato \| Italie \| Arkéa-Samsic \| + 0 s \| \| 7e \| Lewis Askey \| Royaume-Uni \| Groupama-FDJ \| + 0 s \| \| 8e \| Magnus Cort Nielsen \| Danemark \| EF Education-EasyPost \| + 0 s \| \| 9e \| Matteo Sobrero \| Italie \| Team Jayco AlUla \| + 0 s \| \| 10e \| Dion Smith \| Nouvelle-Zélande \| Intermarché-Circus-Wanty \| + 0 s \| |                     |                  |                          |                 |
| |                     |                  |                          |                 |
| Source : ProCyclingStats |                     |                  |                          |                 |
| Classement de l'étape |                     |                  |                          |                 |
| Coureur | Coureur             | Pays             | Équipe                   | Temps           |
| 1er | Fernando Gaviria    | Colombie         | Movistar Team            | 3 h 58 min 01 s |
| 2e | Nikias Arndt        | Allemagne        | Bahrain Victorious       | + 0 s           |
| 3e | Ethan Hayter        | Royaume-Uni      | Ineos Grenadiers         | + 0 s           |
| 4e | Milan Menten        | Belgique         | Lotto Dstny              | + 0 s           |
| 5e | Gianmarco Garofoli  | Italie           | Astana Qazaqstan Team    | + 0 s           |
| 6e | Luca Mozzato        | Italie           | Arkéa-Samsic             | + 0 s           |
| 7e | Lewis Askey         | Royaume-Uni      | Groupama-FDJ             | + 0 s           |
| 8e | Magnus Cort Nielsen | Danemark         | EF Education-EasyPost    | + 0 s           |
| 9e | Matteo Sobrero      | Italie           | Team Jayco AlUla         | + 0 s           |
| 10e | Dion Smith          | Nouvelle-Zélande | Intermarché-Circus-Wanty | + 0 s           |

## Classements finals

### Classement général
| \| Classement général \| Classement général \| Classement général \| Classement général \| Classement général \| \| Coureur \| Coureur \| Pays \| Équipe \| Temps \| \| ------------------ \| ------------------ \| ------------------ \| ------------------ \| ------------------ \| \| 1er \| Adam Yates \| Royaume-Uni \| UAE Team Emirates \| 17 h 12 min 42 s \| \| 2e \| Matteo Jorgenson \| États-Unis \| Movistar Team \| + 19 s \| \| 3e \| Damiano Caruso \| Italie \| Bahrain Victorious \| + 27 s \| \| 4e \| Max Poole \| Royaume-Uni \| Team DSM \| + 38 s \| \| 5e \| Thibaut Pinot \| France \| Groupama-FDJ \| + 41 s \| \| 6e \| Cian Uijtdebroeks \| Belgique \| Bora-Hansgrohe \| + 1 min 21 s \| \| 7e \| Romain Bardet \| France \| Team DSM \| + 1 min 28 s \| \| 8e \| Egan Bernal \| Colombie \| Ineos Grenadiers \| + 1 min 53 s \| \| 9e \| Eddie Dunbar \| Irlande \| Team Jayco AlUla \| + 1 min 53 s \| \| 10e \| Rafał Majka \| Pologne \| UAE Team Emirates \| + 2 min 07 s \| |                   |             |                    |                  |
| |                   |             |                    |                  |
| Source : ProCyclingStats |                   |             |                    |                  |
| Classement général |                   |             |                    |                  |
| Coureur | Coureur           | Pays        | Équipe             | Temps            |
| 1er | Adam Yates        | Royaume-Uni | UAE Team Emirates  | 17 h 12 min 42 s |
| 2e | Matteo Jorgenson  | États-Unis  | Movistar Team      | + 19 s           |
| 3e | Damiano Caruso    | Italie      | Bahrain Victorious | + 27 s           |
| 4e | Max Poole         | Royaume-Uni | Team DSM           | + 38 s           |
| 5e | Thibaut Pinot     | France      | Groupama-FDJ       | + 41 s           |
| 6e | Cian Uijtdebroeks | Belgique    | Bora-Hansgrohe     | + 1 min 21 s     |
| 7e | Romain Bardet     | France      | Team DSM           | + 1 min 28 s     |
| 8e | Egan Bernal       | Colombie    | Ineos Grenadiers   | + 1 min 53 s     |
| 9e | Eddie Dunbar      | Irlande     | Team Jayco AlUla   | + 1 min 53 s     |
| 10e | Rafał Majka       | Pologne     | UAE Team Emirates  | + 2 min 07 s     |

| Classement par points | Classement par points | Classement par points | Classement par points | Classement par points |
| Coureur               | Coureur               | Pays                  | Équipe                | Points                |
| --------------------- | --------------------- | --------------------- | --------------------- | --------------------- |
| 1er                   | Ethan Hayter          | Royaume-Uni           | Ineos Grenadiers      | 100 pts               |
| 2e                    | Juan Ayuso            | Espagne               | UAE Team Emirates     | 64 pts                |
| 3e                    | Ethan Vernon          | Royaume-Uni           | Soudal Quick-Step     | 57 pts                |
| 4e                    | Adam Yates            | Royaume-Uni           | UAE Team Emirates     | 52 pts                |
| 5e                    | Romain Bardet         | France                | Team DSM              | 51 pts                |
| 6e                    | Fernando Gaviria      | Colombie              | Movistar Team         | 50 pts                |
| 7e                    | Matteo Jorgenson      | États-Unis            | Movistar Team         | 48 pts                |
| 8e                    | Damiano Caruso        | Italie                | Bahrain Victorious    | 40 pts                |
| 9e                    | Nikias Arndt          | Allemagne             | Bahrain Victorious    | 38 pts                |
| 10e                   | Milan Menten          | Belgique              | Lotto Dstny           | 38 pts                |

| Classement par points | Classement par points | Classement par points | Classement par points | Classement par points |
| Coureur               | Coureur               | Pays                  | Équipe                | Points                |
| --------------------- | --------------------- | --------------------- | --------------------- | --------------------- |
| 1er                   | Ethan Hayter          | Royaume-Uni           | Ineos Grenadiers      | 100 pts               |
| 2e                    | Juan Ayuso            | Espagne               | UAE Team Emirates     | 64 pts                |
| 3e                    | Ethan Vernon          | Royaume-Uni           | Soudal Quick-Step     | 57 pts                |
| 4e                    | Adam Yates            | Royaume-Uni           | UAE Team Emirates     | 52 pts                |
| 5e                    | Romain Bardet         | France                | Team DSM              | 51 pts                |
| 6e                    | Fernando Gaviria      | Colombie              | Movistar Team         | 50 pts                |
| 7e                    | Matteo Jorgenson      | États-Unis            | Movistar Team         | 48 pts                |
| 8e                    | Damiano Caruso        | Italie                | Bahrain Victorious    | 40 pts                |
| 9e                    | Nikias Arndt          | Allemagne             | Bahrain Victorious    | 38 pts                |
| 10e                   | Milan Menten          | Belgique              | Lotto Dstny           | 38 pts                |

| Classement de la montagne | Classement de la montagne | Classement de la montagne | Classement de la montagne | Classement de la montagne |
| Coureur                   | Coureur                   | Pays                      | Équipe                    | Points                    |
| ------------------------- | ------------------------- | ------------------------- | ------------------------- | ------------------------- |
| 1er                       | Julien Bernard            | France                    | Trek-Segafredo            | 64 pts                    |
| 2e                        | Thomas De Gendt           | Belgique                  | Lotto Dstny               | 18 pts                    |
| 3e                        | Adam Yates                | Royaume-Uni               | UAE Team Emirates         | 17 pts                    |
| 4e                        | Gleb Brussenskiy          | Kazakhstan                | Astana Qazaqstan Team     | 15 pts                    |
| 5e                        | Thomas Gloag              | Royaume-Uni               | Jumbo-Visma               | 13 pts                    |
| 6e                        | Ben Zwiehoff              | Allemagne                 | Bora-Hansgrohe            | 13 pts                    |
| 7e                        | Dario Lillo               | Suisse                    | Suisse                    | 12 pts                    |
| 8e                        | Paul Lapeira              | France                    | AG2R Citroën Team         | 10 pts                    |
| 9e                        | Tom Bohli                 | Suisse                    | Tudor Pro Cycling Team    | 10 pts                    |
| 10e                       | Robert Stannard           | Australie                 | Alpecin-Deceuninck        | 9 pts                     |

| Classement de la montagne | Classement de la montagne | Classement de la montagne | Classement de la montagne | Classement de la montagne |
| Coureur                   | Coureur                   | Pays                      | Équipe                    | Points                    |
| ------------------------- | ------------------------- | ------------------------- | ------------------------- | ------------------------- |
| 1er                       | Julien Bernard            | France                    | Trek-Segafredo            | 64 pts                    |
| 2e                        | Thomas De Gendt           | Belgique                  | Lotto Dstny               | 18 pts                    |
| 3e                        | Adam Yates                | Royaume-Uni               | UAE Team Emirates         | 17 pts                    |
| 4e                        | Gleb Brussenskiy          | Kazakhstan                | Astana Qazaqstan Team     | 15 pts                    |
| 5e                        | Thomas Gloag              | Royaume-Uni               | Jumbo-Visma               | 13 pts                    |
| 6e                        | Ben Zwiehoff              | Allemagne                 | Bora-Hansgrohe            | 13 pts                    |
| 7e                        | Dario Lillo               | Suisse                    | Suisse                    | 12 pts                    |
| 8e                        | Paul Lapeira              | France                    | AG2R Citroën Team         | 10 pts                    |
| 9e                        | Tom Bohli                 | Suisse                    | Tudor Pro Cycling Team    | 10 pts                    |
| 10e                       | Robert Stannard           | Australie                 | Alpecin-Deceuninck        | 9 pts                     |

| Classement du meilleur jeune | Classement du meilleur jeune | Classement du meilleur jeune | Classement du meilleur jeune | Classement du meilleur jeune |
| Coureur                      | Coureur                      | Pays                         | Équipe                       | Temps                        |
| ---------------------------- | ---------------------------- | ---------------------------- | ---------------------------- | ---------------------------- |
| 1er                          | Matteo Jorgenson             | États-Unis                   | Movistar Team                | 17 h 13 min 01 s             |
| 2e                           | Max Poole                    | Royaume-Uni                  | Team DSM                     | + 19 s                       |
| 3e                           | Cian Uijtdebroeks            | Belgique                     | Bora-Hansgrohe               | + 1 min 02 s                 |
| 4e                           | Thomas Gloag                 | Royaume-Uni                  | Jumbo-Visma                  | + 1 min 55 s                 |
| 5e                           | Juan Ayuso                   | Espagne                      | UAE Team Emirates            | + 2 min 49 s                 |
| 6e                           | Filippo Zana                 | Italie                       | Team Jayco AlUla             | + 2 min 52 s                 |
| 7e                           | Oscar Onley                  | Royaume-Uni                  | Team DSM                     | + 3 min 23 s                 |
| 8e                           | Lenny Martinez               | France                       | Groupama-FDJ                 | + 5 min 07 s                 |
| 9e                           | Finn Fisher-Black            | Nouvelle-Zélande             | UAE Team Emirates            | + 6 min 00 s                 |
| 10e                          | Asbjørn Hellemose            | Danemark                     | Trek-Segafredo               | + 12 min 01 s                |

| Classement du meilleur jeune | Classement du meilleur jeune | Classement du meilleur jeune | Classement du meilleur jeune | Classement du meilleur jeune |
| Coureur                      | Coureur                      | Pays                         | Équipe                       | Temps                        |
| ---------------------------- | ---------------------------- | ---------------------------- | ---------------------------- | ---------------------------- |
| 1er                          | Matteo Jorgenson             | États-Unis                   | Movistar Team                | 17 h 13 min 01 s             |
| 2e                           | Max Poole                    | Royaume-Uni                  | Team DSM                     | + 19 s                       |
| 3e                           | Cian Uijtdebroeks            | Belgique                     | Bora-Hansgrohe               | + 1 min 02 s                 |
| 4e                           | Thomas Gloag                 | Royaume-Uni                  | Jumbo-Visma                  | + 1 min 55 s                 |
| 5e                           | Juan Ayuso                   | Espagne                      | UAE Team Emirates            | + 2 min 49 s                 |
| 6e                           | Filippo Zana                 | Italie                       | Team Jayco AlUla             | + 2 min 52 s                 |
| 7e                           | Oscar Onley                  | Royaume-Uni                  | Team DSM                     | + 3 min 23 s                 |
| 8e                           | Lenny Martinez               | France                       | Groupama-FDJ                 | + 5 min 07 s                 |
| 9e                           | Finn Fisher-Black            | Nouvelle-Zélande             | UAE Team Emirates            | + 6 min 00 s                 |
| 10e                          | Asbjørn Hellemose            | Danemark                     | Trek-Segafredo               | + 12 min 01 s                |

| Classement par équipes | Classement par équipes | Classement par équipes | Classement par équipes |
| Équipe                 | Équipe                 | Pays                   | Temps                  |
| ---------------------- | ---------------------- | ---------------------- | ---------------------- |
| 1re                    | UAE Team Emirates      | Émirats arabes unis    | 51 h 42 min 21 s       |
| 2e                     | Team DSM               | Pays-Bas               | + 1 min 01 s           |
| 3e                     | Bahrain Victorious     | Bahreïn                | + 1 min 22 s           |
| 4e                     | Movistar Team          | Espagne                | + 3 min 38 s           |
| 5e                     | Ineos Grenadiers       | Royaume-Uni            | + 3 min 55 s           |
| 6e                     | Team Jayco AlUla       | Australie              | + 7 min 37 s           |
| 7e                     | EF Education-EasyPost  | États-Unis             | + 8 min 00 s           |
| 8e                     | Jumbo-Visma            | Pays-Bas               | + 12 min 47 s          |
| 9e                     | AG2R Citroën Team      | France                 | + 13 min 29 s          |
| 10e                    | Tudor Pro Cycling Team | Suisse                 | + 16 min 52 s          |

| Classement par équipes | Classement par équipes | Classement par équipes | Classement par équipes |
| Équipe                 | Équipe                 | Pays                   | Temps                  |
| ---------------------- | ---------------------- | ---------------------- | ---------------------- |
| 1re                    | UAE Team Emirates      | Émirats arabes unis    | 51 h 42 min 21 s       |
| 2e                     | Team DSM               | Pays-Bas               | + 1 min 01 s           |
| 3e                     | Bahrain Victorious     | Bahreïn                | + 1 min 22 s           |
| 4e                     | Movistar Team          | Espagne                | + 3 min 38 s           |
| 5e                     | Ineos Grenadiers       | Royaume-Uni            | + 3 min 55 s           |
| 6e                     | Team Jayco AlUla       | Australie              | + 7 min 37 s           |
| 7e                     | EF Education-EasyPost  | États-Unis             | + 8 min 00 s           |
| 8e                     | Jumbo-Visma            | Pays-Bas               | + 12 min 47 s          |
| 9e                     | AG2R Citroën Team      | France                 | + 13 min 29 s          |
| 10e                    | Tudor Pro Cycling Team | Suisse                 | + 16 min 52 s          |

## Classements UCI
La course attribue des points au classement mondial UCI 2023 selon le barème suivant :
| Position           | 1er | 2e  | 3e  | 4e  | 5e  | 6e  | 7e  | 8e  | 9e  | 10e | 11e | 12e | 13e | 14e | 15e | 16e à 20e | 21e à 30e | 31e à 50e | 51e à 55e | 56e à 60e |
| Classement général | 500 | 400 | 325 | 275 | 225 | 175 | 150 | 125 | 100 | 80  | 70  | 60  | 50  | 40  | 35  | 30        | 20        | 10        | 5         | 3         |
| Par étapes         | 60  | 25  | 10  |     |     |     |     |     |     |     |     |     |     |     |     |           |           |           |           |           |
| Leader             | 10  |     |     |     |     |     |     |     |     |     |     |     |     |     |     |           |           |           |           |           |

## Évolution des classements
| Étape              | Vainqueur          | Classement général | Classement par points | Classement de la montagne | Classement du meilleur jeune | Prix de la combativité | Classement par équipes |
| ------------------ | ------------------ | ------------------ | --------------------- | ------------------------- | ---------------------------- | ---------------------- | ---------------------- |
| P                  | Josef Černý        | Josef Černý        | Josef Černý           | non décerné               | Ethan Vernon                 | non décerné            | Soudal Quick-Step      |
| 1                  | Ethan Vernon       | Ethan Vernon       | Ethan Vernon          | Julien Bernard            | Ethan Vernon                 | Julien Bernard         | Soudal Quick-Step      |
| 2                  | Ethan Hayter       | Ethan Hayter       | Ethan Hayter          | Julien Bernard            | Juan Ayuso                   | Gleb Brussenskiy       | UAE Emirates           |
| 3                  | Juan Ayuso         | Juan Ayuso         | Ethan Hayter          | Julien Bernard            | Juan Ayuso                   | non décerné            | UAE Emirates           |
| 4                  | Adam Yates         | Adam Yates         | Ethan Hayter          | Julien Bernard            | Matteo Jorgenson             | Thomas De Gendt        | UAE Emirates           |
| 5                  | Fernando Gaviria   | Adam Yates         | Ethan Hayter          | Julien Bernard            | Matteo Jorgenson             | Alexander Kamp         | UAE Emirates           |
| Classements finals | Classements finals | Adam Yates         | Ethan Hayter          | Julien Bernard            | Matteo Jorgenson             | Julien Bernard         | UAE Emirates           |

## Liste des participants
- Liste de départ complète

| Bora-Hansgrohe BOH | Bora-Hansgrohe BOH         | Bora-Hansgrohe BOH |
| ------------------ | -------------------------- | ------------------ |
| Num                | Coureur                    | Pos                |
| 1                  | Sergio Higuita (COL)       | NP-3               |
| 2                  | Cesare Benedetti (POL)     | 101e               |
| 3                  | Nico Denz (GER)            | 77e                |
| 4                  | Bob Jungels (LUX) (chrono) | 42e                |
| 5                  | Luis-Joe Lührs (GER)       | 59e                |
| 6                  | Cian Uijtdebroeks (BEL)    | 6e                 |
| 7                  | Ben Zwiehoff (GER)         | 56e                |

| UAE Team Emirates UAD | UAE Team Emirates UAD   | UAE Team Emirates UAD |
| --------------------- | ----------------------- | --------------------- |
| Num                   | Coureur                 | Pos                   |
| 11                    | Adam Yates (GBR)        | 1er                   |
| 12                    | Ivo Oliveira (POR)      | 108e                  |
| 13                    | Juan Ayuso (ESP)        | 16e                   |
| 14                    | Mikkel Bjerg (DEN)      | 35e                   |
| 15                    | Finn Fisher-Black (NZL) | 32e                   |
| 16                    | Rafał Majka (POL)       | 10e                   |
| 17                    | Domen Novak (SLO)       | 82e                   |

| Jumbo-Visma TJV | Jumbo-Visma TJV            | Jumbo-Visma TJV |
| --------------- | -------------------------- | --------------- |
| Num             | Coureur                    | Pos             |
| 21              | Steven Kruijswijk (NED)    | 31e             |
| 22              | Tobias Foss (NOR) (chrono) | NP-4            |
| 23              | Robert Gesink (NED)        | NP-4            |
| 24              | Thomas Gloag (GBR)         | 11e             |
| 25              | Lennard Hofstede (NED)     | AB-2            |
| 26              | Gijs Leemreize (NED)       | 64e             |
| 27              | Jos van Emden (NED)        | 92e             |

| Soudal Quick-Step SOQ | Soudal Quick-Step SOQ | Soudal Quick-Step SOQ |
| --------------------- | --------------------- | --------------------- |
| Num                   | Coureur               | Pos                   |
| 31                    | Rémi Cavagna (FRA)    | 46e                   |
| 32                    | Josef Černý (CZE)     | 93e                   |
| 33                    | Dries Devenyns (BEL)  | 99e                   |
| 34                    | James Knox (GBR)      | NP-2                  |
| 35                    | Fausto Masnada (ITA)  | NP-5                  |
| 36                    | Casper Pedersen (DEN) | 87e                   |
| 37                    | Ethan Vernon (GBR)    | 94e                   |

| Alpecin-Deceuninck ADC | Alpecin-Deceuninck ADC      | Alpecin-Deceuninck ADC |
| ---------------------- | --------------------------- | ---------------------- |
| Num                    | Coureur                     | Pos                    |
| 41                     | Quinten Hermans (BEL)       | 67e                    |
| 42                     | Tobias Bayer (AUT)          | AB-4                   |
| 43                     | Jason Osborne (GER)         | 38e                    |
| 44                     | Kristian Sbaragli (ITA)     | 109e                   |
| 45                     | Robert Stannard (AUS)       | 90e                    |
| 46                     | Lionel Taminiaux (BEL)      | 119e                   |
| 47                     | Fabio Van den Bossche (BEL) | 111e                   |

| Trek-Segafredo TFS | Trek-Segafredo TFS      | Trek-Segafredo TFS |
| ------------------ | ----------------------- | ------------------ |
| Num                | Coureur                 | Pos                |
| 51                 | Tony Gallopin (FRA)     | 44e                |
| 52                 | Julien Bernard (FRA)    | 86e                |
| 53                 | Marc Brustenga (ESP)    | 115e               |
| 54                 | Kenny Elissonde (FRA)   | NP-5               |
| 55                 | Asbjørn Hellemose (DEN) | 49e                |
| 56                 | Jacopo Mosca (ITA)      | 68e                |
| 57                 | Thibau Nys (BEL)        | 57e                |

| EF Education-EasyPost EFE | EF Education-EasyPost EFE       | EF Education-EasyPost EFE |
| ------------------------- | ------------------------------- | ------------------------- |
| Num                       | Coureur                         | Pos                       |
| 61                        | Magnus Cort Nielsen (DEN)       | 69e                       |
| 62                        | Andrey Amador (CRC)             | 78e                       |
| 63                        | Jonathan Caicedo (ECU) (chrono) | 24e                       |
| 64                        | Simon Carr (GBR)                | NP-5                      |
| 65                        | Odd Christian Eiking (NOR)      | 37e                       |
| 66                        | Mark Padun (UKR)                | AB-4                      |
| 67                        | Sean Quinn (USA)                | NP-2                      |

| Groupama-FDJ GFC | Groupama-FDJ GFC         | Groupama-FDJ GFC |
| ---------------- | ------------------------ | ---------------- |
| Num              | Coureur                  | Pos              |
| 71               | Thibaut Pinot (FRA)      | 5e               |
| 72               | Lewis Askey (GBR)        | 104e             |
| 73               | Lorenzo Germani (ITA)    | 63e              |
| 74               | Matthieu Ladagnous (FRA) | 79e              |
| 75               | Lenny Martinez (FRA)     | 28e              |
| 76               | Enzo Paleni (FRA)        | 62e              |
| 77               | Reuben Thompson (NZL)    | 60e              |

| Movistar Team MOV | Movistar Team MOV       | Movistar Team MOV |
| ----------------- | ----------------------- | ----------------- |
| Num               | Coureur                 | Pos               |
| 81                | Matteo Jorgenson (USA)  | 2e                |
| 82                | William Barta (USA)     | 13e               |
| 83                | Fernando Gaviria (COL)  | 105e              |
| 84                | Gregor Mühlberger (AUT) | 43e               |
| 85                | Nélson Oliveira (POR)   | 26e               |
| 86                | Iván Romeo (ESP)        | 102e              |
| 87                | Sergio Samitier (ESP)   | 52e               |

| Bahrain Victorious TBV | Bahrain Victorious TBV       | Bahrain Victorious TBV |
| ---------------------- | ---------------------------- | ---------------------- |
| Num                    | Coureur                      | Pos                    |
| 91                     | Gino Mäder (SUI)             | 15e                    |
| 92                     | Nikias Arndt (GER)           | 75e                    |
| 93                     | Damiano Caruso (ITA)         | 3e                     |
| 94                     | Rainer Kepplinger (AUT)      | 14e                    |
| 95                     | Filip Maciejuk (POL)         | 95e                    |
| 96                     | Johan Price-Pejtersen (DEN)  | NP-5                   |
| 97                     | Dušan Rajović (SRB) (chrono) | NP-5                   |

| Ineos Grenadiers IGD | Ineos Grenadiers IGD        | Ineos Grenadiers IGD |
| -------------------- | --------------------------- | -------------------- |
| Num                  | Coureur                     | Pos                  |
| 101                  | Egan Bernal (COL)           | 8e                   |
| 102                  | Jonathan Castroviejo (ESP)  | 12e                  |
| 103                  | Ethan Hayter (GBR) (chrono) | 20e                  |
| 104                  | Jhonatan Narváez (ECU)      | 40e                  |
| 105                  | Brandon Rivera (COL)        | AB-5                 |
| 106                  | Elia Viviani (ITA)          | AB-5                 |
| 107                  | Cameron Wurf (AUS)          | 112e                 |

| Team Jayco AlUla JAY | Team Jayco AlUla JAY           | Team Jayco AlUla JAY |
| -------------------- | ------------------------------ | -------------------- |
| Num                  | Coureur                        | Pos                  |
| 111                  | Simon Yates (GBR)              | AB-1                 |
| 112                  | Lawson Craddock (USA) (chrono) | 73e                  |
| 113                  | Eddie Dunbar (IRL)             | 9e                   |
| 114                  | Chris Harper (AUS)             | 36e                  |
| 115                  | Christopher Juul Jensen (DEN)  | NP-5                 |
| 116                  | Matteo Sobrero (ITA)           | 48e                  |
| 117                  | Filippo Zana (ITA) (route)     | 17e                  |

| Team DSM DSM | Team DSM DSM          | Team DSM DSM |
| ------------ | --------------------- | ------------ |
| Num          | Coureur               | Pos          |
| 121          | Romain Bardet (FRA)   | 7e           |
| 122          | Marco Brenner (GER)   | 96e          |
| 123          | Alberto Dainese (ITA) | NP-3         |
| 124          | Chris Hamilton (AUS)  | 61e          |
| 125          | Niklas Märkl (GER)    | NP-3         |
| 126          | Oscar Onley (GBR)     | 23e          |
| 127          | Max Poole (GBR)       | 4e           |

| AG2R Citroën Team ACT | AG2R Citroën Team ACT   | AG2R Citroën Team ACT |
| --------------------- | ----------------------- | --------------------- |
| Num                   | Coureur                 | Pos                   |
| 131                   | Clément Berthet (FRA)   | 27e                   |
| 132                   | Geoffrey Bouchard (FRA) | 22e                   |
| 133                   | Dorian Godon (FRA)      | 65e                   |
| 134                   | Paul Lapeira (FRA)      | 80e                   |
| 135                   | Nans Peters (FRA)       | 39e                   |
| 136                   | Michael Schär (SUI)     | 50e                   |
| 137                   | Clément Venturini (FRA) | 70e                   |

| Intermarché-Circus-Wanty ICW | Intermarché-Circus-Wanty ICW | Intermarché-Circus-Wanty ICW |
| ---------------------------- | ---------------------------- | ---------------------------- |
| Num                          | Coureur                      | Pos                          |
| 141                          | Louis Meintjes (RSA)         | 19e                          |
| 142                          | Niccolò Bonifazio (ITA)      | 107e                         |
| 143                          | Lilian Calmejane (FRA)       | NP-5                         |
| 144                          | Rui Costa (POR)              | AB-1                         |
| 145                          | Kobe Goossens (BEL)          | NP-4                         |
| 146                          | Dion Smith (NZL)             | 98e                          |
| 147                          | Rein Taaramäe (EST) (chrono) | 25e                          |

| Cofidis COF | Cofidis COF               | Cofidis COF |
| ----------- | ------------------------- | ----------- |
| Num         | Coureur                   | Pos         |
| 151         | Ion Izagirre (ESP)        | NP-3        |
| 152         | Thomas Champion (FRA)     | NP-5        |
| 153         | Eddy Finé (FRA)           | 88e         |
| 154         | Simon Geschke (GER)       | 89e         |
| 155         | Jesús Herrada (ESP)       | 30e         |
| 156         | Anthony Perez (FRA)       | NP-3        |
| 157         | Pierre-Luc Périchon (FRA) | AB-4        |

| Arkéa-Samsic ARK | Arkéa-Samsic ARK             | Arkéa-Samsic ARK |
| ---------------- | ---------------------------- | ---------------- |
| Num              | Coureur                      | Pos              |
| 161              | Kévin Vauquelin (FRA)        | AB-2             |
| 162              | Clément Champoussin (FRA)    | 47e              |
| 163              | Ewen Costiou (FRA)           | AB-5             |
| 164              | Kévin Ledanois (FRA)         | 83e              |
| 165              | Luca Mozzato (ITA)           | 106e             |
| 166              | Andrii Ponomar (UKR) (route) | AB-1             |
| 167              | Cristian Rodríguez (ESP)     | 41e              |

| Astana Qazaqstan Team AST | Astana Qazaqstan Team AST    | Astana Qazaqstan Team AST |
| ------------------------- | ---------------------------- | ------------------------- |
| Num                       | Coureur                      | Pos                       |
| 171                       | Alexey Lutsenko (KAZ)        | NP-1                      |
| 172                       | Leonardo Basso (ITA)         | 116e                      |
| 173                       | Gleb Brussenskiy (KAZ)       | 110e                      |
| 174                       | Mark Cavendish (GBR) (route) | AB-1                      |
| 175                       | Gianmarco Garofoli (ITA)     | 66e                       |
| 176                       | Antonio Nibali (ITA)         | 58e                       |
| 177                       | Harold Tejada (COL)          | 21e                       |

| Lotto Dstny LTD | Lotto Dstny LTD          | Lotto Dstny LTD |
| --------------- | ------------------------ | --------------- |
| Num             | Coureur                  | Pos             |
| 181             | Eduardo Sepúlveda (ARG)  | 29e             |
| 182             | Johannes Adamietz (GER)  | 53e             |
| 183             | Thomas De Gendt (BEL)    | 81e             |
| 184             | Milan Menten (BEL)       | 84e             |
| 185             | Sylvain Moniquet (BEL)   | 33e             |
| 186             | Mathijs Paasschens (NED) | 51e             |
| 187             | Harry Sweeny (AUS)       | 45e             |

| Israel-Premier Tech IPT | Israel-Premier Tech IPT  | Israel-Premier Tech IPT |
| ----------------------- | ------------------------ | ----------------------- |
| Num                     | Coureur                  | Pos                     |
| 191                     | Michael Woods (CAN)      | AB-4                    |
| 192                     | Christopher Froome (GBR) | 97e                     |
| 193                     | Reto Hollenstein (SUI)   | 74e                     |
| 194                     | Mason Hollyman (GBR)     | AB-4                    |
| 195                     | Giacomo Nizzolo (ITA)    | AB-4                    |
| 196                     | Nick Schultz (AUS)       | 55e                     |
| 197                     | Rick Zabel (GER)         | AB-1                    |

| Tudor Pro Cycling Team TUD | Tudor Pro Cycling Team TUD   | Tudor Pro Cycling Team TUD |
| -------------------------- | ---------------------------- | -------------------------- |
| Num                        | Coureur                      | Pos                        |
| 201                        | Sébastien Reichenbach (SUI)  | 34e                        |
| 202                        | Tom Bohli (SUI)              | 114e                       |
| 203                        | Alexander Kamp (DEN) (route) | 72e                        |
| 204                        | Arthur Kluckers (LUX)        | 100e                       |
| 205                        | Joël Suter (SUI) (chrono)    | 71e                        |
| 206                        | Yannis Voisard (SUI)         | 18e                        |
| 207                        | Luc Wirtgen (LUX)            | 76e                        |

| Suisse SUI | Suisse SUI     | Suisse SUI |
| ---------- | -------------- | ---------- |
| Num        | Coureur        | Pos        |
| 211        | Jan Christen   | 54e        |
| 212        | Antoine Aebi   | 118e       |
| 213        | Jonathan Bögli | 103e       |
| 214        | Antoine Debons | 85e        |
| 215        | Dario Lillo    | 113e       |
| 216        | Jan Sommer     | 91e        |
| 217        | Jan Stöckli    | 117e       |

| Bora-Hansgrohe BOH | Bora-Hansgrohe BOH         | Bora-Hansgrohe BOH |
| ------------------ | -------------------------- | ------------------ |
| Num                | Coureur                    | Pos                |
| 1                  | Sergio Higuita (COL)       | NP-3               |
| 2                  | Cesare Benedetti (POL)     | 101e               |
| 3                  | Nico Denz (GER)            | 77e                |
| 4                  | Bob Jungels (LUX) (chrono) | 42e                |
| 5                  | Luis-Joe Lührs (GER)       | 59e                |
| 6                  | Cian Uijtdebroeks (BEL)    | 6e                 |
| 7                  | Ben Zwiehoff (GER)         | 56e                |

| UAE Team Emirates UAD | UAE Team Emirates UAD   | UAE Team Emirates UAD |
| --------------------- | ----------------------- | --------------------- |
| Num                   | Coureur                 | Pos                   |
| 11                    | Adam Yates (GBR)        | 1er                   |
| 12                    | Ivo Oliveira (POR)      | 108e                  |
| 13                    | Juan Ayuso (ESP)        | 16e                   |
| 14                    | Mikkel Bjerg (DEN)      | 35e                   |
| 15                    | Finn Fisher-Black (NZL) | 32e                   |
| 16                    | Rafał Majka (POL)       | 10e                   |
| 17                    | Domen Novak (SLO)       | 82e                   |

| Jumbo-Visma TJV | Jumbo-Visma TJV            | Jumbo-Visma TJV |
| --------------- | -------------------------- | --------------- |
| Num             | Coureur                    | Pos             |
| 21              | Steven Kruijswijk (NED)    | 31e             |
| 22              | Tobias Foss (NOR) (chrono) | NP-4            |
| 23              | Robert Gesink (NED)        | NP-4            |
| 24              | Thomas Gloag (GBR)         | 11e             |
| 25              | Lennard Hofstede (NED)     | AB-2            |
| 26              | Gijs Leemreize (NED)       | 64e             |
| 27              | Jos van Emden (NED)        | 92e             |

| Soudal Quick-Step SOQ | Soudal Quick-Step SOQ | Soudal Quick-Step SOQ |
| --------------------- | --------------------- | --------------------- |
| Num                   | Coureur               | Pos                   |
| 31                    | Rémi Cavagna (FRA)    | 46e                   |
| 32                    | Josef Černý (CZE)     | 93e                   |
| 33                    | Dries Devenyns (BEL)  | 99e                   |
| 34                    | James Knox (GBR)      | NP-2                  |
| 35                    | Fausto Masnada (ITA)  | NP-5                  |
| 36                    | Casper Pedersen (DEN) | 87e                   |
| 37                    | Ethan Vernon (GBR)    | 94e                   |

| Alpecin-Deceuninck ADC | Alpecin-Deceuninck ADC      | Alpecin-Deceuninck ADC |
| ---------------------- | --------------------------- | ---------------------- |
| Num                    | Coureur                     | Pos                    |
| 41                     | Quinten Hermans (BEL)       | 67e                    |
| 42                     | Tobias Bayer (AUT)          | AB-4                   |
| 43                     | Jason Osborne (GER)         | 38e                    |
| 44                     | Kristian Sbaragli (ITA)     | 109e                   |
| 45                     | Robert Stannard (AUS)       | 90e                    |
| 46                     | Lionel Taminiaux (BEL)      | 119e                   |
| 47                     | Fabio Van den Bossche (BEL) | 111e                   |

| Trek-Segafredo TFS | Trek-Segafredo TFS      | Trek-Segafredo TFS |
| ------------------ | ----------------------- | ------------------ |
| Num                | Coureur                 | Pos                |
| 51                 | Tony Gallopin (FRA)     | 44e                |
| 52                 | Julien Bernard (FRA)    | 86e                |
| 53                 | Marc Brustenga (ESP)    | 115e               |
| 54                 | Kenny Elissonde (FRA)   | NP-5               |
| 55                 | Asbjørn Hellemose (DEN) | 49e                |
| 56                 | Jacopo Mosca (ITA)      | 68e                |
| 57                 | Thibau Nys (BEL)        | 57e                |

| EF Education-EasyPost EFE | EF Education-EasyPost EFE       | EF Education-EasyPost EFE |
| ------------------------- | ------------------------------- | ------------------------- |
| Num                       | Coureur                         | Pos                       |
| 61                        | Magnus Cort Nielsen (DEN)       | 69e                       |
| 62                        | Andrey Amador (CRC)             | 78e                       |
| 63                        | Jonathan Caicedo (ECU) (chrono) | 24e                       |
| 64                        | Simon Carr (GBR)                | NP-5                      |
| 65                        | Odd Christian Eiking (NOR)      | 37e                       |
| 66                        | Mark Padun (UKR)                | AB-4                      |
| 67                        | Sean Quinn (USA)                | NP-2                      |

| Groupama-FDJ GFC | Groupama-FDJ GFC         | Groupama-FDJ GFC |
| ---------------- | ------------------------ | ---------------- |
| Num              | Coureur                  | Pos              |
| 71               | Thibaut Pinot (FRA)      | 5e               |
| 72               | Lewis Askey (GBR)        | 104e             |
| 73               | Lorenzo Germani (ITA)    | 63e              |
| 74               | Matthieu Ladagnous (FRA) | 79e              |
| 75               | Lenny Martinez (FRA)     | 28e              |
| 76               | Enzo Paleni (FRA)        | 62e              |
| 77               | Reuben Thompson (NZL)    | 60e              |

| Movistar Team MOV | Movistar Team MOV       | Movistar Team MOV |
| ----------------- | ----------------------- | ----------------- |
| Num               | Coureur                 | Pos               |
| 81                | Matteo Jorgenson (USA)  | 2e                |
| 82                | William Barta (USA)     | 13e               |
| 83                | Fernando Gaviria (COL)  | 105e              |
| 84                | Gregor Mühlberger (AUT) | 43e               |
| 85                | Nélson Oliveira (POR)   | 26e               |
| 86                | Iván Romeo (ESP)        | 102e              |
| 87                | Sergio Samitier (ESP)   | 52e               |

| Bahrain Victorious TBV | Bahrain Victorious TBV       | Bahrain Victorious TBV |
| ---------------------- | ---------------------------- | ---------------------- |
| Num                    | Coureur                      | Pos                    |
| 91                     | Gino Mäder (SUI)             | 15e                    |
| 92                     | Nikias Arndt (GER)           | 75e                    |
| 93                     | Damiano Caruso (ITA)         | 3e                     |
| 94                     | Rainer Kepplinger (AUT)      | 14e                    |
| 95                     | Filip Maciejuk (POL)         | 95e                    |
| 96                     | Johan Price-Pejtersen (DEN)  | NP-5                   |
| 97                     | Dušan Rajović (SRB) (chrono) | NP-5                   |

| Ineos Grenadiers IGD | Ineos Grenadiers IGD        | Ineos Grenadiers IGD |
| -------------------- | --------------------------- | -------------------- |
| Num                  | Coureur                     | Pos                  |
| 101                  | Egan Bernal (COL)           | 8e                   |
| 102                  | Jonathan Castroviejo (ESP)  | 12e                  |
| 103                  | Ethan Hayter (GBR) (chrono) | 20e                  |
| 104                  | Jhonatan Narváez (ECU)      | 40e                  |
| 105                  | Brandon Rivera (COL)        | AB-5                 |
| 106                  | Elia Viviani (ITA)          | AB-5                 |
| 107                  | Cameron Wurf (AUS)          | 112e                 |

| Team Jayco AlUla JAY | Team Jayco AlUla JAY           | Team Jayco AlUla JAY |
| -------------------- | ------------------------------ | -------------------- |
| Num                  | Coureur                        | Pos                  |
| 111                  | Simon Yates (GBR)              | AB-1                 |
| 112                  | Lawson Craddock (USA) (chrono) | 73e                  |
| 113                  | Eddie Dunbar (IRL)             | 9e                   |
| 114                  | Chris Harper (AUS)             | 36e                  |
| 115                  | Christopher Juul Jensen (DEN)  | NP-5                 |
| 116                  | Matteo Sobrero (ITA)           | 48e                  |
| 117                  | Filippo Zana (ITA) (route)     | 17e                  |

| Team DSM DSM | Team DSM DSM          | Team DSM DSM |
| ------------ | --------------------- | ------------ |
| Num          | Coureur               | Pos          |
| 121          | Romain Bardet (FRA)   | 7e           |
| 122          | Marco Brenner (GER)   | 96e          |
| 123          | Alberto Dainese (ITA) | NP-3         |
| 124          | Chris Hamilton (AUS)  | 61e          |
| 125          | Niklas Märkl (GER)    | NP-3         |
| 126          | Oscar Onley (GBR)     | 23e          |
| 127          | Max Poole (GBR)       | 4e           |

| AG2R Citroën Team ACT | AG2R Citroën Team ACT   | AG2R Citroën Team ACT |
| --------------------- | ----------------------- | --------------------- |
| Num                   | Coureur                 | Pos                   |
| 131                   | Clément Berthet (FRA)   | 27e                   |
| 132                   | Geoffrey Bouchard (FRA) | 22e                   |
| 133                   | Dorian Godon (FRA)      | 65e                   |
| 134                   | Paul Lapeira (FRA)      | 80e                   |
| 135                   | Nans Peters (FRA)       | 39e                   |
| 136                   | Michael Schär (SUI)     | 50e                   |
| 137                   | Clément Venturini (FRA) | 70e                   |

| Intermarché-Circus-Wanty ICW | Intermarché-Circus-Wanty ICW | Intermarché-Circus-Wanty ICW |
| ---------------------------- | ---------------------------- | ---------------------------- |
| Num                          | Coureur                      | Pos                          |
| 141                          | Louis Meintjes (RSA)         | 19e                          |
| 142                          | Niccolò Bonifazio (ITA)      | 107e                         |
| 143                          | Lilian Calmejane (FRA)       | NP-5                         |
| 144                          | Rui Costa (POR)              | AB-1                         |
| 145                          | Kobe Goossens (BEL)          | NP-4                         |
| 146                          | Dion Smith (NZL)             | 98e                          |
| 147                          | Rein Taaramäe (EST) (chrono) | 25e                          |

| Cofidis COF | Cofidis COF               | Cofidis COF |
| ----------- | ------------------------- | ----------- |
| Num         | Coureur                   | Pos         |
| 151         | Ion Izagirre (ESP)        | NP-3        |
| 152         | Thomas Champion (FRA)     | NP-5        |
| 153         | Eddy Finé (FRA)           | 88e         |
| 154         | Simon Geschke (GER)       | 89e         |
| 155         | Jesús Herrada (ESP)       | 30e         |
| 156         | Anthony Perez (FRA)       | NP-3        |
| 157         | Pierre-Luc Périchon (FRA) | AB-4        |

| Arkéa-Samsic ARK | Arkéa-Samsic ARK             | Arkéa-Samsic ARK |
| ---------------- | ---------------------------- | ---------------- |
| Num              | Coureur                      | Pos              |
| 161              | Kévin Vauquelin (FRA)        | AB-2             |
| 162              | Clément Champoussin (FRA)    | 47e              |
| 163              | Ewen Costiou (FRA)           | AB-5             |
| 164              | Kévin Ledanois (FRA)         | 83e              |
| 165              | Luca Mozzato (ITA)           | 106e             |
| 166              | Andrii Ponomar (UKR) (route) | AB-1             |
| 167              | Cristian Rodríguez (ESP)     | 41e              |

| Astana Qazaqstan Team AST | Astana Qazaqstan Team AST    | Astana Qazaqstan Team AST |
| ------------------------- | ---------------------------- | ------------------------- |
| Num                       | Coureur                      | Pos                       |
| 171                       | Alexey Lutsenko (KAZ)        | NP-1                      |
| 172                       | Leonardo Basso (ITA)         | 116e                      |
| 173                       | Gleb Brussenskiy (KAZ)       | 110e                      |
| 174                       | Mark Cavendish (GBR) (route) | AB-1                      |
| 175                       | Gianmarco Garofoli (ITA)     | 66e                       |
| 176                       | Antonio Nibali (ITA)         | 58e                       |
| 177                       | Harold Tejada (COL)          | 21e                       |

| Lotto Dstny LTD | Lotto Dstny LTD          | Lotto Dstny LTD |
| --------------- | ------------------------ | --------------- |
| Num             | Coureur                  | Pos             |
| 181             | Eduardo Sepúlveda (ARG)  | 29e             |
| 182             | Johannes Adamietz (GER)  | 53e             |
| 183             | Thomas De Gendt (BEL)    | 81e             |
| 184             | Milan Menten (BEL)       | 84e             |
| 185             | Sylvain Moniquet (BEL)   | 33e             |
| 186             | Mathijs Paasschens (NED) | 51e             |
| 187             | Harry Sweeny (AUS)       | 45e             |

| Israel-Premier Tech IPT | Israel-Premier Tech IPT  | Israel-Premier Tech IPT |
| ----------------------- | ------------------------ | ----------------------- |
| Num                     | Coureur                  | Pos                     |
| 191                     | Michael Woods (CAN)      | AB-4                    |
| 192                     | Christopher Froome (GBR) | 97e                     |
| 193                     | Reto Hollenstein (SUI)   | 74e                     |
| 194                     | Mason Hollyman (GBR)     | AB-4                    |
| 195                     | Giacomo Nizzolo (ITA)    | AB-4                    |
| 196                     | Nick Schultz (AUS)       | 55e                     |
| 197                     | Rick Zabel (GER)         | AB-1                    |

| Tudor Pro Cycling Team TUD | Tudor Pro Cycling Team TUD   | Tudor Pro Cycling Team TUD |
| -------------------------- | ---------------------------- | -------------------------- |
| Num                        | Coureur                      | Pos                        |
| 201                        | Sébastien Reichenbach (SUI)  | 34e                        |
| 202                        | Tom Bohli (SUI)              | 114e                       |
| 203                        | Alexander Kamp (DEN) (route) | 72e                        |
| 204                        | Arthur Kluckers (LUX)        | 100e                       |
| 205                        | Joël Suter (SUI) (chrono)    | 71e                        |
| 206                        | Yannis Voisard (SUI)         | 18e                        |
| 207                        | Luc Wirtgen (LUX)            | 76e                        |

| Suisse SUI | Suisse SUI     | Suisse SUI |
| ---------- | -------------- | ---------- |
| Num        | Coureur        | Pos        |
| 211        | Jan Christen   | 54e        |
| 212        | Antoine Aebi   | 118e       |
| 213        | Jonathan Bögli | 103e       |
| 214        | Antoine Debons | 85e        |
| 215        | Dario Lillo    | 113e       |
| 216        | Jan Sommer     | 91e        |
| 217        | Jan Stöckli    | 117e       |